# اریک شانتوا
اریک شانتوا (به انگلیسی: Eric Shanteau) (زادهٔ ۱ اکتبر ۱۹۸۳) شناگر اهل ایالات متحده آمریکا است.